# Néo Agionéri
Néo Agionéri är en ort i Grekland.   Den ligger i prefekturen Nomós Kilkís och regionen Mellersta Makedonien, i den norra delen av landet, 300 km norr om huvudstaden Aten. Néo Agionéri ligger 137 meter över havet och antalet invånare är 1 649.
Terrängen runt Néo Agionéri är huvudsakligen platt, men österut är den kuperad. Néo Agionéri ligger uppe på en höjd. Runt Néo Agionéri är det ganska tätbefolkat, med 86 invånare per kvadratkilometer. Närmaste större samhälle är Koufália, 11,9 km väster om Néo Agionéri. Trakten runt Néo Agionéri består till största delen av jordbruksmark.